# Pomień
Pomień (niem. Pammin) – wieś sołecka w Polsce położona w województwie zachodniopomorskim, w powiecie choszczeńskim, w gminie Recz. W roku 2007 wieś liczyła 323 mieszkańców.
W skład sołectwa wchodzi kolonia Pomianka.

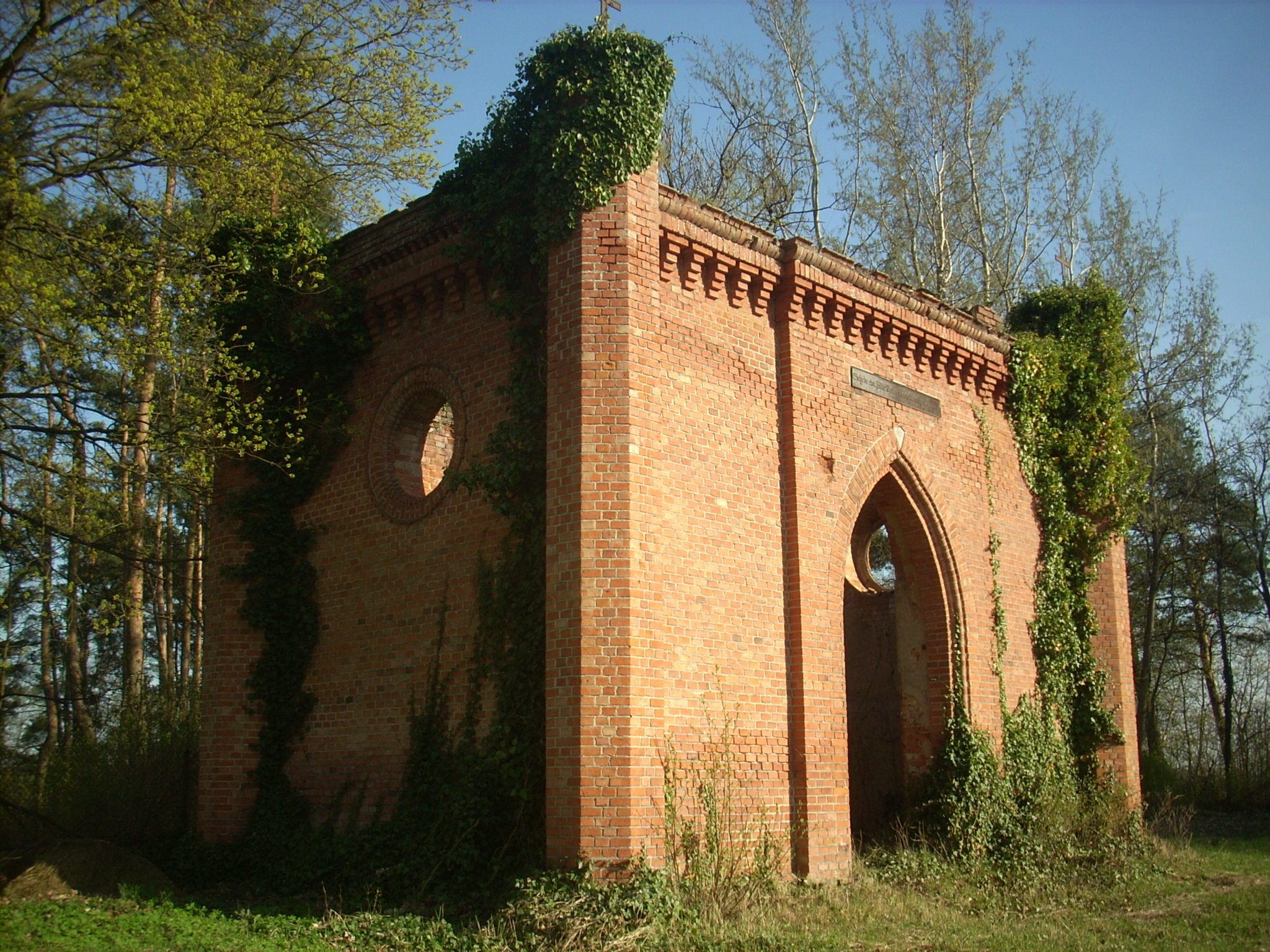
Kaplica cmentarna w Pomieniu w 2009 roku

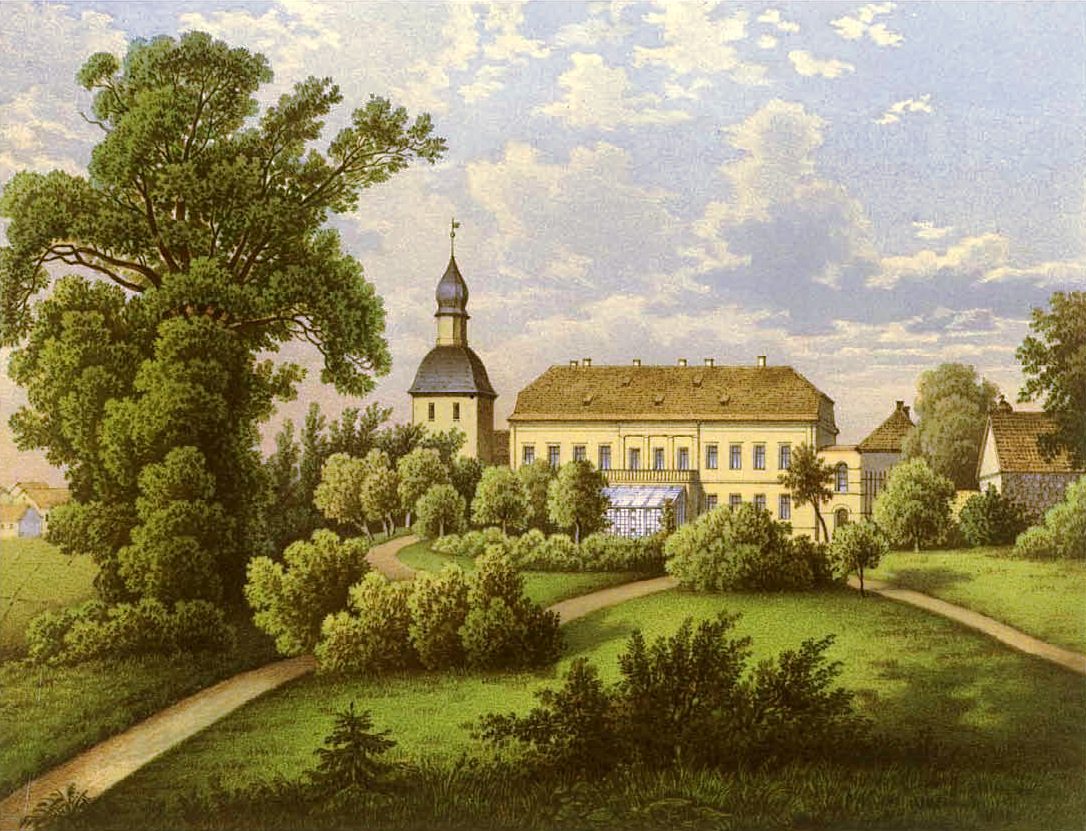
Pałac w Pomieniu na litografii wydanej przez Aleksandra Dunckera

## Geografia
Wieś leży ok. 5 km na południowy zachód od Recza, ok. 1 km na południe od drogi wojewódzkiej nr 151.

## Historia
Wieś o metryce średniowiecznej, po raz pierwszy wymieniana w źródłach w 1337 r. W okresie tym Pomień należał do rodziny von Wedel. Była to wieś z młynem oraz domniemanym grodziskiem zwanym niegdyś Górą Zamkową (Burgwall). W XV wieku wzniesiono we wsi kamienny kościół. Według listu lennego z 1545 r. wieś należała do Wedlów z Ińska. W 1561 r. część majętności należała do Jana Kaspara von Benckendorff, a w 1581 r. pozostała reszta wsi została sprzedana wraz z młynem Georgowi von Benckendorff z Wardynia. W ten sposób ród ten stał się posiadaczem całego Pomienia aż do pocz. XVIII wieku. W czasie wojny trzydziestoletniej wieś została zniszczona, pozostały jedynie dwie zagrody i plebania. W 1696 r. ówczesny właściciel Hans K. von Benckendorff odbudował kościół. W 1712 r. Kaspar von Benckendorff sprzedał wieś Johannowi S. von Kerkow. W k. XVIII w. majątek odziedziczyli von Puttkammerowie z Pęzina. W 1820 r. dobra pomieńskie nabył Hans Kurt von Bornstädt, który przeprowadził wielkie prace melioracyjne. W następnych dziesięcioleciach majątek wielokrotnie zmieniał właścicieli. W 1883 roku folwark należał do fabrykanta Ferdynanda Heinnich, w 1896 do kupca Wilhelma Heck z Berlina i w 1931 r. do Anny Koch z domu Heck (do 1945 r.). Po II wojnie światowej majątek należał do Państwowych Nieruchomości Ziemskich, następnie do lat 70. XX wieku stanowił samodzielne Państwowe Gospodarstwo Rolne. Następnie – po likwidacji, w zasobach Agencji Własności Rolnej Skarbu Państwa. Zabudowania folwarczne (z wyjątkiem owczarni) użytkowane są przez prywatnego dzierżawcę.
W latach 1945–54 siedziba gminy Pomień, następnie do 1961 r. gromady Pomień, po jej zniesieniu w gromadzie Recz, po reformie w 1973 r. w gminie Recz. W latach 1975–1998 miejscowość administracyjnie należała do województwa gorzowskiego.

## Zabytki
Do wojewódzkiego rejestru zabytków wpisane są:
- kościół pw. Niepokalanego Serca Marii, gotycki z XV i XVII wieku; kościół filialny, rzymskokatolicki należący do parafii pw. Chrystusa Króla w Reczu, dekanatu Choszczno, archidiecezji szczecińsko-kamieńskiej, metropolii szczecińsko-kamieńskiej
- kaplica cmentarna, na dawnym cmentarzu ewangelickim, z 1852 roku
- pałac z połowy XIX wieku, obecnie szkoła, część zespołu pałacowego z połowy XIX wieku, w skład którego wchodzą jeszcze: park i folwark – poza rejestrem.

inne zabytki:
- w Pomieniu znaleziono siekierkę z epoki kamiennej[7].

## Osoby urodzone w Pomieniu
- Christoph Friedrich von Beneckendorff (1656-1721) – pruski generał, syn właściciela Pomienia Hansa Kaspara (1615-1699) i Erdmuth Lukrecji von Beneckendorff z Dzikowa[8].
- Siegfried Seidel-Dittmarsch (1887-1934) – niemiecki polityk (NSDAP), SS-Gruppenführer, szef sztabu Reichsführera SS Heinricha Himmlera[9].